# Benny Yorston
Pour les articles homonymes, voir Yorston.
Benjamin « Benny » Collard Yorston, né le 14 octobre 1905 et mort en le 19 novembre 1977, est un footballeur professionnel écossais des années 1930. Il jouait avant centre. Il a joué en dans le championnat écossais et en première division du championnat d'Angleterre.

## Biographie
Né à Nigg à côté d’Aberdeen dans le Kincardineshire, cet attaquant a commencé sa carrière dans les équipes de jeunes de Kittybrewster et Mugiemoss à Aberdeen. En 1927 il signe son premier contrat professionnel à Montrose. Il y a passé seulement trois mois avant de retourner dans le nord et de signer pour Aberdeen Football Club. Yorston reste avec les Dons pendant cinq saisons. Il est toujours à l’heure actuelle le meilleur buteur du club sur une saison avec les 38 buts marqués pendant la saison 1929-1930. Avec ce résultat il remporte d’ailleurs le titre de meilleur buteur du championnat.
C’est pendant cette période-là qu’il gagne sa seule et unique sélection en équipe nationale d'Écosse. Il est sélectionné en 1931 pour un match contre l’équipe d'Irlande de football.
Yorston est un des cinq joueurs d'Aberdeen à être exclu de l’équipe après un match nul 1-1 contre Kilmarnock FC. Les raisons de cette exclusion ne sont pas claires, mais l'argument officiel du club est que certains joueurs ont été impliqués dans un scandale de paris sportifs. Aucun joueur n’a été officiellement mis en cause, mais aucun de ces cinq joueurs n’a plus jamais joué avec le club d'Aberdeen.
Yorston est recruté pour 2 000 £ en janvier 1932 par le club anglais de Sunderland AFC puis part pour Middlesbrough FC en 1934 pour une somme de 1 250 £. Il reste dans ce club jusqu’à l’interruption du championnat due à la Seconde Guerre mondiale. Pendant la guerre, il fait de nombreuses apparitions en tant qu'invité pour les clubs de Aldershot FC, Reading FC, West Ham United FC et Lincoln City. Il apparait une fois dans l’équipe écossaise de Dundee United en 1945. Ce sera son dernier match professionnel. Il se retire du football avant la fin de la guerre.
Le neveu de Yorston, Harry Yorston, a lui aussi été un footballeur professionnel, jouant pour Aberdeen FC et en équipe nationale d’Écosse.

## Palmarès
Aberdeen FC
- Meilleur buteur du Championnat d'Écosse de football (1) :
  - 1930: 38 buts.